# Дайо Упамекано
Дайочанкул Упамекано (на френски: Dayotchanculle Upamecano; роден на 27 октомври 1998 г. в Евре) е френски футболист, играе като Централен защитник и се състезава за германския Байерн Мюнхен.

## Клубна кариера
Упамекано е продукт на школата на френския Валансиен, но никога не изиграва профеисонален мач за клуба.
През юли 2015 година преминава в австрихския гранд РБ Залцбург за сумата от 2,2 милиона евро. Професионалния си дебют прави за дъщерния отбор на Залцбург – отбора на Лиферинг при победата с 2 – 1 над Санкт Пьолтен. През сезон 2016/17 вече е част от отбора на Залцбург, изигравайки общо 17 мача за клуба.
На 13 януари 2017 година Упамекано преминава в друг отбор, спонсориран от концерна Ред Бул – германския елитен РБ Лайпциг.

## Национален отбор
През 2014 година Упамекано записва три мача за националния отбор на Франция до 16 години, след което през същата година започва да играе за отбора на Франция до 17 години, за който записва участие в общо 12 срещи. През 2015 и 2016 година изиграва 10 мача за Франция до 18 години, в които вкарва и един гол. Упамекано е част от националния отбор на Франция до 19 години.
През 2015 година Упамекано е част от отбора на Франция до 17 години, който печели Европейското първенство до 17 години в България. На финала Упамекано е титуляр при победата с 4 – 1 над връстниците от Германия пред 15 хиляди зрители на стадион Лазур в Бургас.

## Успехи

### Национален отбор
- Европейско първенство до 17 години: 2015

### Индивидуални
- Европейско първенство до 17 години: 2015: Идеален отбор на турнира